# Zöld-foki veréb
A zöld-foki veréb (Passer iagoensis) a madarak osztályának verébalakúak (Passeriformes)  rendjébe és a verébfélék (Passeridae) családjába tartozó faj.

## Rendszerezése
A fajt John Gould angol ornitológus írta le 1837-ben, a Pyrgita nembe Pyrgita Iagoensis néven.

## Előfordulása
Az Afrika partjainál elhelyezkedő Zöld-foki Köztársaság szigetországában honos. Természetes élőhelyei a szubtrópusi és trópusi füves puszták, szavannák és cserjések, valamint vidéki kertek és városi régiók. Állandó, nem vonuló faj.

## Megjelenése
Testhossza 12–13 centiméter.
|  |  |

## Életmódja
Elsősorban kis méretű növények magjaival táplálkozik, beleértve a füveket és a megművelt gabonaféléket, valamint háztartási hulladékok között is keresgél.

## Természetvédelmi helyzete
Az elterjedési területe nem nagy, egyedszáma viszont stabil. A Természetvédelmi Világszövetség Vörös listáján nem fenyegetett fajként szerepel.

## További információ
- Képek az interneten a fajról
- Xeno-canto.org - a faj hangja és elterjedési területe